# Yūka Sasō
Yūka Sasō (笹生 優花?, Sasō Yūka; San Ildefonso, 20 giugno 2001) è una golfista filippina naturalizzata giapponese, attiva principalmente nell'LPGA Tour e LPGA of Japan Tour.

## Carriera
Nata a San Ildefonso, nella provincia di Bulacan, da madre filippina e padre giapponese, inizia a praticare golf all'età di otto anni.
Prende parte al torneo di squadra femminile e al torneo individuale dei Giochi asiatici di Giacarta 2018, disputatisi dal 23 al 26 agosto presso il Pondok Indah Golf Course, conquistando dapprima l'oro assieme a Bianca Pagdanganan e Lois Kaye Go e quindi bissando il successo con il primo storico trionfo delle Filippine in una competizione individuale femminile dei Giochi.
Passata al professionismo nel novembre 2019, nel giugno 2021 diviene la prima filippina a vincere un major di golf con il successo alla 76ª edizione dello U.S. Open, giocata all’Olympic Club di San Francisco; la giovane ha infatti la meglio sulle favorite Lexi Thompson e Nasa Hataoka, recuperando il deficit iniziale con due salvataggi del par seguiti infine da un birdie decisivo alla terza buca.
Debutta alla sua prima Olimpiade all'età di 20 anni a Tokyo 2020, posticipata di un anno a causa della pandemia di COVID-19, piazzandosi in 9ª posizione finale al torneo individuale femminile con un punteggio di 274 (−10).
In possesso del doppio passaporto, nel novembre 2021 annuncia la decisione di rinunciare alla cittadinanza filippina per mantenere solamente quella nipponica, in virtù di una legge giapponese che impone ai possessori di una doppia cittadinanza sin dalla nascita di selezionarne solamente una entro il compimento del ventiduesimo anno di età.

## Vittorie professionali (4)

### LPGA Tour vittorie (2)
| Legenda          |
| Tornei Major (2) |

| No. | Data          | Torneo                     | Punteggio di vittoria | To par | Margine | Seconda        | Montepremi ($) |
| --- | ------------- | -------------------------- | --------------------- | ------ | ------- | -------------- | -------------- |
| 1   | 6 giugno 2021 | U.S. Women's Open          | 69-67-71-73=280       | −4     | Playoff | Nasa Hataoka   | 1,000,000      |
| 2   | 2 giugno 2024 | U.S. Women's Open 2024 (2) | 68-71-69-68=276       | −4     | 3 colpi | Hinako Shibuno | 2,400,000      |

LPGA Tour playoff record (1–0)
| No. | Anno | Torneo            | Sfidante     | Risultato |
| --- | ---- | ----------------- | ------------ | --- |
| 1   | 2021 | U.S. Women's Open | Nasa Hataoka | Playoff complessivo a due buche pari Vince col tiro birdie alla terza buca dei playoff: Hataoka: 4-4=8 (E), 4, Saso: 4-4=8 (E), 3 |

### LPGA of Japan Tour vittorie (2)
| No. | Data           | Torneo                           | Punteggio di vittoria | To par | Margine | Seconda/e                      |
| --- | -------------- | -------------------------------- | --------------------- | ------ | ------- | ------------------------------ |
| 1   | 16 agosto 2020 | NEC Karuizawa 72 Golf Tournament | 65-72-63=200          | −16    | 4 colpi | Saiki Fujita Maiko Wakabayashi |
| 2   | 30 agosto 2020 | Nitori Ladies Golf Tournament    | 67-69-68-71=275       | −13    | 2 colpi | Sakura Koiwai                  |

## Tornei Major

### Vittorie (2)
| Anno | Campionato            | 54 buche           | Punteggio di vittoria | Margine  | Seconda        |
| ---- | --------------------- | ------------------ | --------------------- | -------- | -------------- |
| 2021 | U.S. Women's Open     | 1 colpo di deficit | −4 (69-67-71-73=280)  | Playoff1 | Nasa Hataoka   |
| 2024 | U.S. Women's Open (2) | 3 colpi di deficit | −4 (68-71-69-68=276)  | 3 colpi  | Hinako Shibuno |

1  Sconfitta Hataoka in un playoff complessivo a due buche, seguito da un playoff: Saso (4-4-3=11) e Hataoka (4-4-4=12)